# Sui Wendi
Sui Wendi, 隋文帝 (imię prywatne Yang Jian, 楊堅) (541–604) – cesarz chiński w latach 581 – 604, założyciel dynastii Sui, który ponownie zjednoczył podzielone od ponad trzech wieków Chiny.
Yang Jian urodził się w 541 r. we wpływowej rodzinie w Chinach północnych. Pierwszy tytuł wojskowy otrzymał mając 14 lat. Yang Jian był bardzo utalentowany i szybko awansował w służbie swoich władców, cesarza Wu z Północnej dynastii Zhou, jednej z Dynastii Północnych. W nagrodę za zasługi w dziele rozszerzenia władzy cesarza na większą część Chin północnych córka Yang Jiana została żoną następcy tronu, późniejszego cesarza Xuana. Po śmierci tegoż w 580, Yang Jian jako jego teść, przechwycił władzę jako regent.
W 581 r. Yang Jian zwyciężył w walce o tron i został uznany za nowego cesarza. Nie zadowolił się jednak tytułem władcy Chin północnych. W 588 r. dokonał najazdu na Chiny południowe. Najazd zakończył się sukcesem i w 589 r. Yang Jian stał się władcą całych Chin.
W czasie swego panowania zbudował nową stolicę zjednoczonego cesarstwa. Rozpoczął również budowę Wielkiego Kanału, który łączy 2 największe rzeki Chin: Jangcy i Huang He. Budowa została zakończona za panowania jego syna, Yangdi.
Znaczenie rządów Wendi jest porównywane ze znaczeniem rządów Karola Wielkiego w Europie.